# یونیورسال میوزیک ژاپن
یونیورسال میوزیک ال‌ال‌سی (ژاپنی: ユニバーサル ミュージック合同会社 هپبورن: Yunibāsaru myūjikku Gōdō gaisha)، که اغلب با نام یونیورسال میوزیک ژاپن (به انگلیسی: Universal Music Japan) یا یوام‌جی (به انگلیسی: UMJ) شناخته می‌شود، یک شرکت تابعه از گروه موسیقی یونیورسال است که در سال ۱۹۹۰ بنیانگذاری شده‌است. این شرکت بزرگترین شرکت تابعهٔ خارجی در صنعت موسیقی کشور ژاپن است. این شرکت مسئول بازاریابی و توزیع موسیقی در ژاپن برای ناشران موسیقی ژاپنی زیر نظر یونیورسال است.